# Markus Friediger
Markus Friediger (* 20. Oktober 1875 in Andrychow, Galizien; † wahrscheinlich 1943 im KZ Auschwitz, amtlich für tot erklärt) war ein österreichisch-ungarischer, später deutscher und zuletzt staatenloser Unternehmer und Hotelier.

## Leben und Tätigkeit
Friediger entstammte einer Familie jüdischen Glaubens aus Galizien, das zu dieser Zeit Teil der österreich-ungarischen Monarchie war. Über seinen frühen Lebensweg ist wenig überliefert. Gesichert ist, dass er sich 1894 in München niederließ.
Seit der Jahrhundertwende war Friediger mit wachsendem Erfolg als Unternehmer im Gaststättengewerbe tätig: Bis 1937 erwarb er eine große Anzahl von bestehenden Hotels, Restaurants, Kaffeehäusern und Kleinbühnen in verschiedenen Städten des Deutschen Reiches und Österreichs, bzw. errichtete vorher nicht-bestehende Betriebe neu, und betrieb die von ihm geschaffenen oder übernommenen Betriebe.
Das Portfolio der Friediger zeitweise gehörenden Betriebe umfasste u. a. das Hotel Métropole in Wien, das Hotel Hessler in Berlin, das Hotel Grünwald in München, das Hotel Grünwald in Partenkirchen, das "Café Stadt Wien" in München und das "Café Regina Palast" in Dresden. Hinzu kam umfangreicher Grundbesitz in verschiedenen Gemeinden, u. a. in Garmisch-Partenkirchen. Der letztere wurde 1936 als Standort für das Olympische Dorf für die Olympischen Winterspiele 1936 genutzt.
Der wahrscheinlich bekannteste Betrieb, der sich lange in Friedigers Besitz befand, war das genannte Hotel Métropole in Wien: Dieses war in den 1920er und 1930er Jahren ein bekanntes Luxushotel und ist u. a. dadurch bekannt geworden, dass der Schriftsteller Stefan Zweig es als Schauplatz, in dem er den Großteil der fiktiven Handlung seines Werkes Schachnovelle spielen lässt, auswählte. Friediger wurde 1925 Mehrheitsaktionär der Hotelaktiengesellschaft Metropole, in deren Kontrolle das 1873 errichtete Hotel sich befand. Aufgrund von finanziellen Problemen war er seit Ende der 1920er Jahre gezwungen, schrittweise Kapital aus der Hotelaktiengesellschaft abzuziehen. 1937 musste er die Mehrheit der Aktien der Gesellschaft schließlich an den Industriellen Robert Feix verkaufen.
Zeitgenössisch sehr bekannt war auch das von 1921 bis 1933 von Friediger betriebene Hotel Grünwald in der Nähe des Münchener Hauptbahnhofs, in dem beispielsweise der Soziologe Max Weber jahrelang regelmäßig abstieg.
Das gleichnamige Hotel Grünwald in Garmisch-Partenkirchen errichtete Friediger aus dem 1922 von ihm erworbenen "Neuen Kurhaus" der Stadt. Dieses Hotel betrieb er bis 1930, als es vom Caritas-Verband Bayern erworben wurde.
Von 1927 bis 1931 unterhielt Friediger eine unter dem Dach des FC Bayern München existierende Betriebsfußballmannschaft (Privatmannschaft Friedricher) für die Angehörigen seiner Münchener Hotels und Cafés.
Aufgrund der durch die Regierungsübernahme der Nationalsozialisten im Jahr 1933 in Deutschland eingetretenen politischen Verhältnisse übersiedelte Friediger, der nach den Maßstäben des nationalsozialistischen Staates als Angehöriger der „jüdischen Rasse“ galt, noch im selben Jahr nach Wien (auf dem Papier war er noch bis 1935 in Deutschland gemeldet). Da Friediger 1933 nach Österreich übergesiedelt war, ohne die sogenannte Reichsfluchtsteuer zu entrichten, machten die deutschen Finanzbehörden in der Folgezeit hohe materielle Forderungen gegen ihn unter Berufung auf diese geltend: Die Folge war, dass die Finanzbehörden sein Besitz in ganz Deutschland in den folgenden Jahren schrittweise zur Begleichung der so generierten „Schulden“ zugunsten der Reichsfinanzverwaltung und anderer Staatsstellen enteigneten.
Friediger und seine Frau wurden schließlich im Deutschen Reich auch ausgebürgert und ihre Ausbürgerung im Reichsanzeiger bekannt gegeben.
Nach der Annexion von Österreich durch das Deutsche Reich im März 1938 (sogenannter Anschluss) wurde auch das Hotel Métropole in Wien durch Enteignung in deutschen Staatsbesitz überführt: Die Gestapo beschlagnahmte das Gebäude und nutzte es bis 1945 als seine Hauptdienststelle in Wien. Friediger nahm seinen Wohnsitz nach dem Anschluss Österreichs in Köln. Aus Ablehnung des nationalsozialistischen Regimes stellte Friediger Gebäudepläne für das Hotel Métropole einer von Karl Burian geführten Widerstandsgruppe zur Verfügung, die plante, diese zu nutzen, um das neue Gestapoquartier in die Luft zu sprengen. Das Vorhaben scheiterte, da die Gruppe noch vor der Verwirklichung ihres Plans zerschlagen wurde. Friedigers Rolle als Lieferant der Baupläne als Grundlage für den Anschlag blieben jedoch unentdeckt.
1941 wurden Friediger und seine Ehefrau im Zuge der zu dieser Zeit forcierten Deportation der im Reichsgebiet verbliebenen Juden von Köln nach Riga deportiert. Dort wurden sie in das dortige Ghetto "Riga-Kaiserwald" eingewiesen. Als dieses 1943 aufgelöst wurde, wurden sie ins Konzentrationslager Auschwitz deportiert, wo sie wahrscheinlich noch 1943 zu Tode kamen. Beide wurden nach dem Krieg gerichtlich für tot erklärt.
Friedigers überlebende Kinder bekamen nach dem Krieg von den deutschen Wiedergutmachungsbehörden einen Teil seines unter der NS-Diktatur enteigneten Besitzes rückerstattet, so z. B. das Grundstück Flur 1639 (Gartenstraße, heute Enzianstraße) in Garmisch-Partenkirchen, das sie 1951 an den Landkreis veräußerten.

## Historische Ereignisse, die mit Friedigers Person in Verbindung standen

### Der Sturm auf das Hotel Grünwald (1923)
Deutschlandweites Aufsehen erregte im Januar 1923 der sogenannte Sturm auf das Hotel Grünwald in München, das sich damals im Besitz von Friediger befand: Am späten Abend des 24. Januar 1923 versammelte sich eine große Menschenmenge vor dem Hotel, um dagegen zu protestieren, dass dieses eine Anzahl von französischen und belgischen Militärangehörigen, die zu der interalliierten Kommission gehörten, die in den Nachkriegsjahren in München darüber wachte, dass das Deutsche Reich die ihm durch den Friedensvertrag von Versailles auferlegten Abrüstungsverpflichtungen einhielt. Hintergrund war die kurz zuvor erfolgte Besetzung des Ruhrgebiets durch französische Truppen. Die Menschenmenge forderte die Ausweisung der Franzosen und Belgier aus dem Hotel und ihre Ausschaffung aus München. Während der Demonstration kam es auch zu antisemitischen Ausfällen in Form entsprechender Ausrufe, die sich gegen "den Juden" Friediger richteten, der in vaterlandsloser Weise Reichsfeinde in seinem Haus unterbringen würde (tatsächlich waren die Räume, in denen die Belgier und Franzosen wohnten vom Reichsvermögensamt zum Zweck der Unterbringung der genannten im Auftrag der Reichsregierung beschlagnahmt worden und diese gegen den Willen der Hotelleitung in diesen einquartiert worden).
Die Demonstration in der Straße vor dem Hotel eskalierte schließlich in der Weise, dass einige Demonstranten Fenster und Türen im Erdgeschoss des Gebäudes mit Steinen und Schneebällen bewarfen und mit Schlagwerkzeugen einzuschlagen begannen, woraufhin einige Dutzend völkische Aktivisten, darunter zahlreiche Angehörige der nationalsozialistischen SA, sich aus der Menge vor dem Hotel lösten und in das Hotel eindrangen. Ihr Ziel war es, die Franzosen und Belgier zu suchen und gefangen zu nehmen. Da die deutschen Behörden diese bereits einige Stunden zuvor in der Voraussicht, dass es aufgrund der französischen Ruhrgebietsbesetzung zu Übergriffen gegen die in München anwesenden Kommissionsangehörigen kommen könnte, aus dem Gebäude in andere Quartiere geschafft hatten, trafen die Eindringlinge keine französischen und belgischen Militärpersonen im Hotel Grünwald mehr an. Sie richteten aber schwere Verwüstungen und Zerstörungen in dem Gebäude an. Der Wert der angerichteten Schäden wurde später auf 6,5 Millionen RM geschätzt. In den Folgetagen berichteten die meisten Zeitungen in Deutschland über den Zwischenfall. Auch im Reichstag wurde dieser thematisiert.

### Nutzung von Friedigers Besitz in Garmisch-Partenkirchen für die Olympischen Spiele 1936
Größere Beachtung hat in späteren Jahren die Enteignung des Besitzes von Friediger in Garmisch-Partenkirchen gefunden, der in den Jahren 1935 und 1936 de facto (in mehreren Schritten) durch deutsche Staatsstellen requiriert wurde.
Friediger hatte um 1917 Grundbesitz in der Gemeinde erworben, der verwaltungsmäßig in drei Grundstücke entfiel. Sein Anfang der 1920er Jahre gefasster Plan, auf seinen Grundstücken ein Hotel zu errichten, scheiterte, so dass das Areal fast zwanzig Jahre lang weitgehend ungenutzt blieb. Lokal war des leerstehende Gelände später als "Friediger'sches Grundstück" bekannt.
Am 4. Januar 1935 wurden einige von Friedigers Grundstücken in Garmisch-Partenkirchen (Flur 1640 und 16401/2, diese befanden sich an der Partenkirchner Bahnhofstraße) durch einen gerichtlichen Pfändungsbeschluss zugunsten des Finanzamtes Berlin enteignet. Kurz darauf bekundete der Organisationsstab des Komitees zur Vorbereitung der Olympischen Winterspiele im Jahr 1936, als deren Austragungsort Garmisch-Partenkirchen bestimmt worden war, Interesse daran, diese Grundstücke als Standort für das zu errichtende Olympische Dorf, in dem die teilnehmenden Athleten während der Spiele wohnen sollten, zu nutzen.
Im Juni 1935 beschloss der Organisationsstab für die Winterspiele unter Karl Ritter von Halt in Verhandlungen mit dem Eigentümer der betreffenden Grundstücke wegen pachtweiser Überlassung derselben für den genannten Zweck heranzutreten. Da der Organisationsstab die Marktgemeinde als Eigentümer der Grundstücke ansah, und diese sich faktisch auch in ihrem Besitz befanden, richtete er ein entsprechendes Ersuchen an den Gemeinderat. Die Folge war, dass ein entsprechender Pachtvertrag abgeschlossen wurde.
Nach der Errichtung des Olympischen Dorfes, der zur Jahreswende 1935/1936 abgeschlossen wurde, teilte der Rechtsanwalt Karl Roesen dem Organisationskomitee überraschend mit, dass er gerichtlich zum Zwangsverwalter für die Friediger'schen Grundstücke bestellt sei und somit er, und nicht die Gemeinde Garmisch-Partenkirchen, verfügungs- und entscheidungsbefugt über diese sei. Roesen forderte nun rückwirkend die Zahlung einer Pacht für die sechs Monate November 1935 bis April 1936 wegen der Errichtung von Baracken auf dem Grundstück. Weiter forderte er das Komitee dazu auf, mit ihm als der tatsächlich zur Verfügung über das Gelände befugten Stelle, einen neuen entsprechenden Vertrag abzuschließen. Um Druck auszuüben, seiner Forderung nachzugeben, deutete Roesen dem Komitee dabei an, dass er die antisemitischen Umstände, unter denen die Friediger'schen Grundstücke in die Hände der Gemeinde Garmisch-Partenkirchen bzw. des Organisationskomitees gelangt waren, sofern das Komitee seiner Forderung nicht stattgeben würde, der internationalen Presse mitteilen würde und dass dies negative Auswirkungen ("unerwünschte Weiterungen") in der Berichterstattung derselben über die bevorstehenden Olympischen Spiele nach sich ziehen könnte. Da der deutsche Staat die Beschädigung seines Ansehens, die hierdurch im direkten Vorfeld der anstehenden Winterspiele entstanden wäre (und die den Erfolg derselben gefährdet hätten), vermeiden wollte, gab das Komitee der Forderung nach und erklärte sich zur Annahme von Roesens Forderungen bereit.
Nach den Winterspielen erwarb die Gemeinde Garmisch-Partenkirchen das Friedigersche Grundstück an der Enzianstraße 1 gegen eine Zahlung von 10.000 RM in Verbindung mit einem bereits in den Händen der Gemeinde befindlichen Grundschuldbrief über den gesamten Friediger'schen Grundbesitz. Infolgedessen waren bis 1936 alle Friediger-Grundstücke in der Gemeinde den Besitz der Gemeinde Garmisch-Partenkirchen gelangt.
Ab 1939 wurde eine 1940 eingeweihte Oberschule für Jungen auf Friedigers ehemaligem Grundstück errichtet. Heute firmiert diese als Werdenfels-Gymnasium.

## Ehe und Familie
1905 heiratete Friediger die Wienerin Hedwig Klein (* 15. November 1878 in Wien; † 1943). Aus der Ehe gingen die Söhne Karl B. Friediger (21. Mai 1906; † 22. Mai 1984) und Leopold (29. September 1908; † 26. Dezember 1954) sowie die Tochter Anna Maria (* 21. Oktober 1910; † 7. November 1996) hervor.
Friediger hatte eine Schwester Antonie Dina Friediger, verheiratete Wohlfeiler (* 29. November 1873 in Andrychów; † 2. August 1943 in Theresienstadt), die am 3. Juli 1942 von München nach Theresienstadt deportiert wurde, wo sie zu Tode kam.